# Tourist Trophy 1971
Il Tourist Trophy fu il terzo appuntamento del motomondiale 1971.
Si svolse dal 5 al 12 giugno 1971 sul circuito del Mountain, e corsero tutte le classi tranne la 50.
Alle gare iridate si aggiunsero quelle della categoria "Production" (classe 250, classe 500 e classe 750, svoltesi il 9 giugno), della Formula 750 e quella per i sidecar classe 750 (entrambe svoltesi il 5 giugno). Le gare "Production" furono vinte da Ray Pickrell (Triumph 750), John Williams (Honda 500) e Bill Smith (Honda 250); quella della Formula 750 da Tony Jefferies (Triumph 750); quella dei sidecar 750 dall'equipaggio Georg Auerbacher/Hermann Hahn (BMW).
Il 7 giugno erano in programma lo Junior e il Sidecar TT. Allo "Junior" l'MV Agusta di Giacomo Agostini si ruppe clamorosamente al primo giro. Anche Phil Read e Rodney Gould ebbero problemi meccanici, e la vittoria andò a Tony Jefferies (padre di David) su una Yamsel. Tra i sidecar, quinta vittoria sull'Isola di Man per Siegfried Schauzu.
Il 9 giugno il Lightweight TT vide la vittoria di Read. Il suo più diretto avversario, Peter Williams (MZ) si ritirò per rottura del motore.
L'11 giugno l'Ultra-Lightweight TT, boicottato da molti dei favoriti, vide la vittoria di Chas Mortimer. Barry Sheene, alla sua unica presenza al TT, cadde al secondo giro.
Il Senior TT, svoltosi il 12 giugno a causa del cattivo tempo, vide una nuova vittoria di Agostini. Durante la gara morì il gallese Maurice Jeffery.

## Classe 500
66 piloti alla partenza, 34 al traguardo.

### Arrivati al traguardo
| Pos. | Pilota             | Moto      | Tempo        | Punti |
| ---- | ------------------ | --------- | ------------ | ----- |
| 1    | Giacomo Agostini   | MV Agusta | 2h 12' 24" 4 | 15    |
| 2    | Peter Williams     | Matchless | +5' 38" 6    | 12    |
| 3    | Frank Perris       | Suzuki    | +8' 21"      | 10    |
| 4    | Selwyn Griffiths   | Matchless | +10' 33"     | 8     |
| 5    | Gordon Pantall     | Kawasaki  | +10' 33" 2   | 6     |
| 6    | Roger Sutcliffe    | Matchless | +11' 31" 8   | 5     |
| 7    | Keith Turner       | Suzuki    | +11' 58" 8   | 4     |
| 8    | Charlie Sanby      | Seeley    | +13' 36" 4   | 3     |
| 9    | Tom Dickie         | Matchless | +13' 56" 8   | 2     |
| 10   | Hans-Otto Butenuth | BMW       | +13' 57" 4   | 1     |

## Classe 350
69 piloti alla partenza, 30 al traguardo.

### Arrivati al traguardo
| Pos. | Pilota          | Moto      | Tempo        | Punti |
| ---- | --------------- | --------- | ------------ | ----- |
| 1    | Tony Jefferies  | Yamsel    | 2h 05' 48" 6 | 15    |
| 2    | Gordon Pantall  | Yamaha    | +36" 4       | 12    |
| 3    | Bill Smith      | Honda     | +1' 16" 2    | 10    |
| 4    | John Williams   | AJS       | +1' 28" 4    | 8     |
| 5    | Mick Chatterton | Yamaha    | +3' 45"      | 6     |
| 6    | Gerry Mateer    | Aermacchi | +4' 03" 2    | 5     |
| 7    | Mick Grant      | Yamaha    | +5' 03" 4    | 4     |
| 8    | Billie Guthrie  | Yamaha    | +5' 20" 4    | 3     |
| 9    | Günter Bartusch | MZ        | +5' 35" 6    | 2     |
| 10   | Peter Berwick   | Suzuki    | +5' 58" 6    | 1     |

## Classe 250
58 piloti alla partenza, 36 al traguardo.

### Arrivati al traguardo
| Pos. | Pilota           | Moto     | Tempo        | Punti |
| ---- | ---------------- | -------- | ------------ | ----- |
| 1    | Phil Read        | Yamaha   | 1h 32' 23" 6 | 15    |
| 2    | Barry Randle     | Yamaha   | +2' 04"      | 12    |
| 3    | Alan Barnett     | Yamsel   | +2' 38" 4    | 10    |
| 4    | Rodney Gould     | Yamaha   | +2' 50" 4    | 8     |
| 5    | Billie Henderson | Yamaha   | +3' 37" 6    | 6     |
| 6    | Gyula Marsovszky | Yamaha   | +3' 54" 4    | 5     |
| 7    | Peter Berwick    | Yamaha   | +4' 19"      | 4     |
| 8    | Ian Richards     | Yamaha   | +4' 29" 8    | 3     |
| 9    | Börje Jansson    | Yamasaki | +4' 34" 4    | 2     |
| 10   | Gordon Pantall   | Yamaha   | +4' 37" 2    | 1     |

## Classe 125
37 piloti alla partenza, 17 al traguardo.

### Arrivati al traguardo
| Pos. | Pilota         | Moto   | Tempo      | Punti |
| ---- | -------------- | ------ | ---------- | ----- |
| 1    | Chas Mortimer  | Yamaha | 1h 20' 54" | 15    |
| 2    | Börje Jansson  | Maico  | +2' 49" 6  | 12    |
| 3    | John Kiddie    | Honda  | +8' 18" 2  | 10    |
| 4    | Peter Courtney | Yamaha | +8' 34" 2  | 8     |
| 5    | Ralph Watts    | Honda  | +8' 49" 6  | 6     |
| 6    | Carl Ward      | Maico  | +9' 29" 6  | 5     |
| 7    | Fred Smart     | Honda  | +9' 42" 6  | 4     |
| 8    | Lindsay Porter | Honda  | +10' 54" 2 | 3     |
| 9    | Bill Rae       | Maico  | +11' 54" 4 | 2     |
| 10   | James Pearson  | Honda  | +12' 11"   | 1     |

## Classe sidecar
77 equipaggi alla partenza, 50 al traguardo.

### Arrivati al traguardo
| Pos | Pilota            | Passeggero      | Moto      | Tempo        | Punti |
| --- | ----------------- | --------------- | --------- | ------------ | ----- |
| 1   | Siegfried Schauzu | Horst Schneider | BMW       | 1h 18' 47" 6 | 15    |
| 2   | Georg Auerbacher  | Hermann Hahn    | BMW       | +5" 6        | 12    |
| 3   | Arsenius Butscher | Josef Huber     | BMW       | +4' 45"      | 10    |
| 4   | Jeff Gawley       | Graham Alcock   | BMW       | +5' 53" 2    | 8     |
| 5   | Richard Wegener   | Adi Heinrichs   | BMW       | +5' 57"      | 6     |
| 6   | Chris Vincent     | Mick Casey      | BSA       | +6' 58" 4    | 5     |
| 7   | Dick Hawes        | John Mann       | Seeley    | +10' 08" 6   | 4     |
| 8   | Robin Williamson  | John McPherson  | Triumph   | +11' 13"     | 3     |
| 9   | John Mines        | Geoff Davis     | Matchless | +11' 58" 4   | 2     |
| 10  | Peter Brown       | Fred Holden     | BSA       | +12' 14" 2   | 1     |